# Christophe Noppe
Christophe Noppe, né le 29 novembre 1994 à Audenarde, est un coureur cycliste belge.

## Biographie

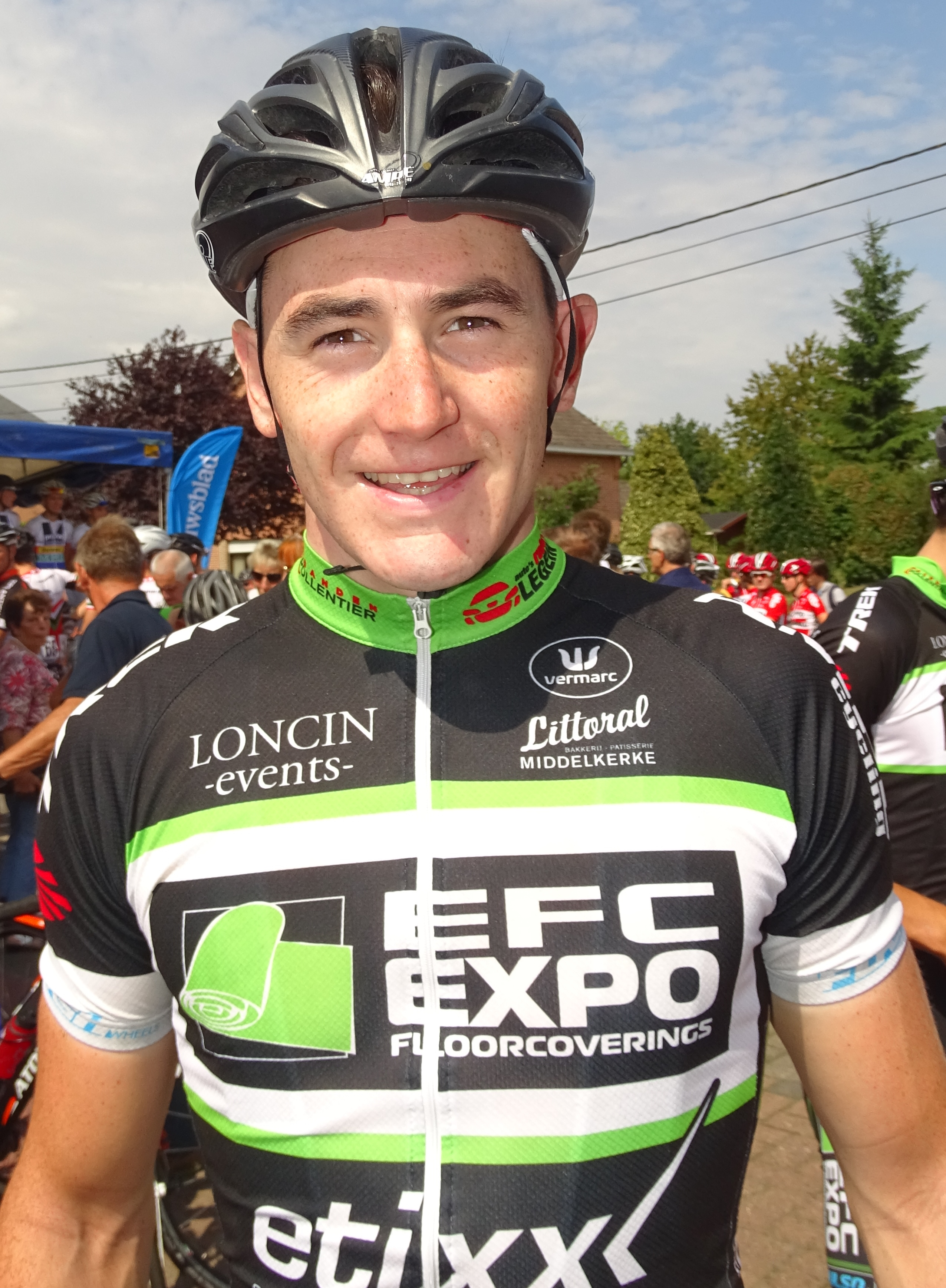
Christophe Noppe lors du départ de la 2e étape du Tour de Flandre-Orientale 2015 à Sinaai.

Christophe Noppe naît le 29 novembre 1994 à Audenarde en Belgique.
Il entre en 2014 dans l'équipe de club EFC-Omega Pharma-Quick Step qui devient EFC-Etixx à partir de la saison suivante.
À l'issue de la saison 2016, il signe, tout comme ses coéquipiers Lindsay De Vylder et Benjamin Declercq, un contrat professionnel en faveur de l'équipe Sport Vlaanderen-Baloise.
Au mois de mars 2018 il termine huitième de la course À travers la Flandre-Occidentale-Johan Museeuw Classique remportée par le Français Rémi Cavagna. Il se classe également troisième de la Coupe Sels au mois d'août.
En août 2019, il s'adjuge la troisième place du Grand Prix de la ville de Zottegem.
Au mois d'août 2020, il se classe vingt-cinquième de la Brussels Cycling Classic.
Noppe s'engage en octobre 2022 avec Cofidis avec un contrat portant sur 2023 et 2024. Il a un rôle d'équipier pour Axel Zingle.

## Palmarès et résultats

### Palmarès par année
- 2012
  - 3e du championnat de Flandre-Occidentale sur route juniors
- 2015
  - 4e étape des Trois Jours de Cherbourg
  - 2e de Bruxelles-Zepperen
  - 3e de Gand-Staden
- 2016
  - 3e étape du Tour de Flandre-Orientale
  - Liedekerkse Pijl
  - 3e étape des Trois Jours de Cherbourg
  - 4e étape du Tour de Moselle
  - 2e du Handzame Challenge
  - 3e du championnat de Belgique du contre-la-montre par équipes
  - 3e du Grand Prix de Francfort espoirs
- 2017
  - Flèche côtière
- 2018
  - 3e de la Coupe Sels
- 2019
  - 3e du Grand Prix de la ville de Zottegem
- 2021
  - 3e du Trofeo Alcúdia-Port d'Alcúdia

Podiums
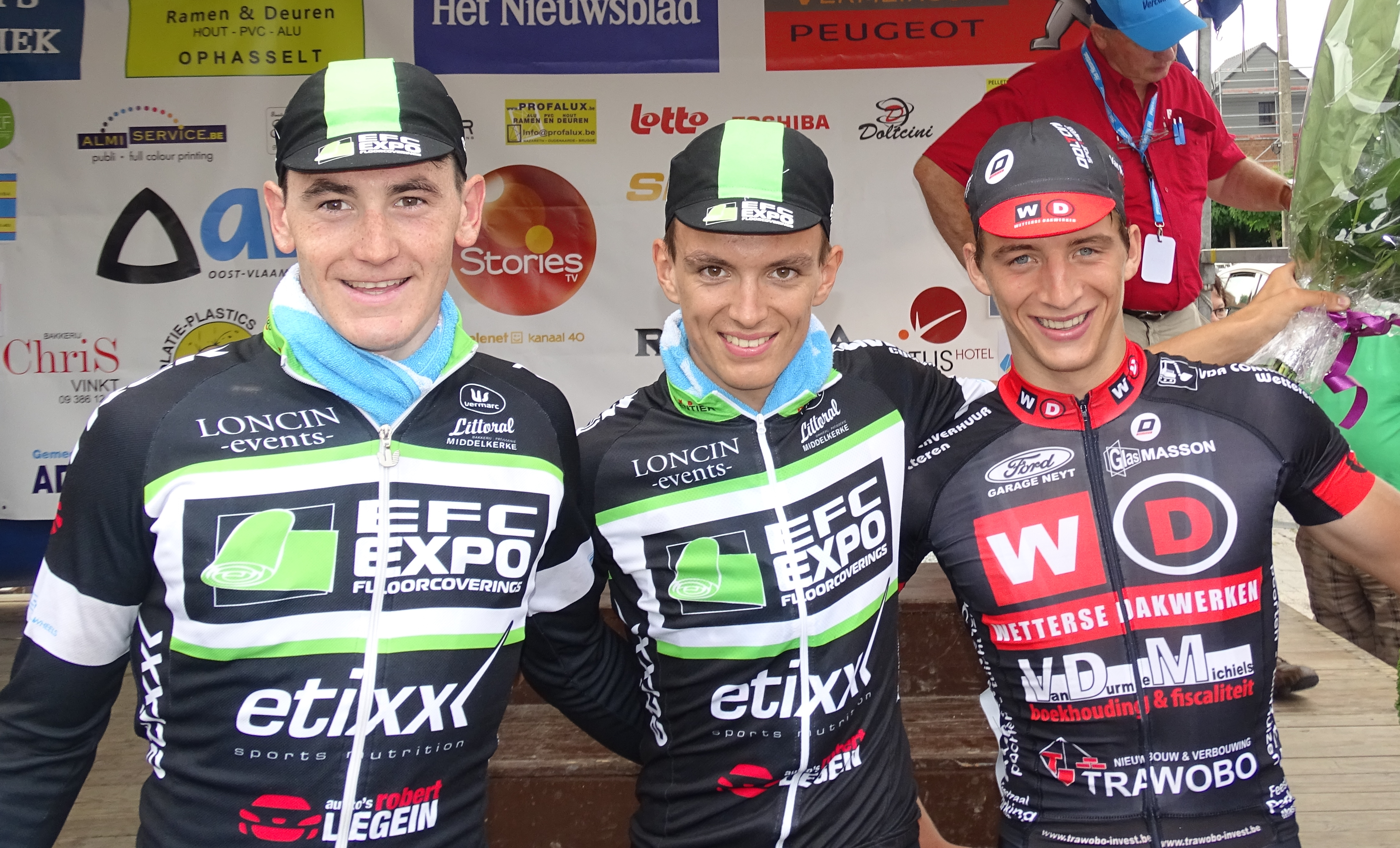
Podium de la 2e étape du Tour de Flandre-Orientale 2015 : Christophe Noppe (2e), Dennis Delmotte (1er) et Jasper Temmerman (3e).
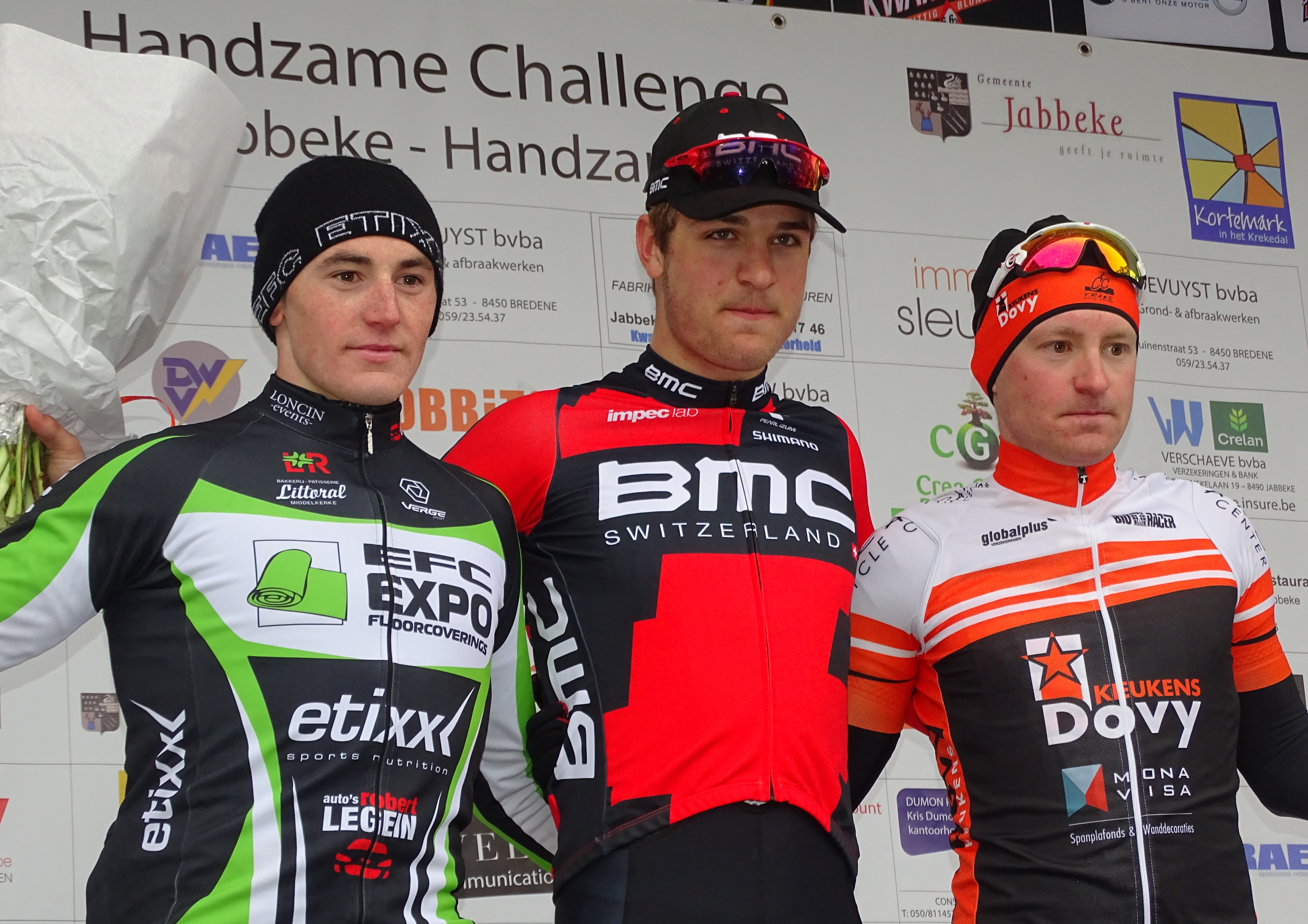
Podium du Handzame Challenge 2016 : Christophe Noppe (2e), Bram Welten (1er) et Jochen Deweer (3e).

### Classements mondiaux
| Année                                 | 2015 | 2016  | 2017 | 2018 | 2019 | 2020 | 2021 | 2022 | 2023 | 2024  |
| ------------------------------------- | ---- | ----- | ---- | ---- | ---- | ---- | ---- | ---- | ---- | ----- |
| Classement mondial                    |      | 1404e | 435e | 523e | 166e | 593e | 490e | 471e | 945e | 3092e |
| UCI Europe Tour                       | 998e | 944e  | 224e | 348e | 137e | 483e | 396e | 376e | nc   | nc    |
|                                       |      |       |      |      |      |      |      |      |      |       |
| Légende : nc = non classéSource : UCI |      |       |      |      |      |      |      |      |      |       |